# Пинакотека на модерното изкуство
Пинакотеката на модерното изкуство (на немски: Pinakothek der Moderne) е музей на модерното изкуство, разположен в центъра на град Мюнхен, провинция Бавария, Германия.
Тази пинакотека е сред най-големите европейски музеи за модерно изкуство – след 1900 г., и съвременно изкуство – след 1960 г. Част е от мюнхенския „Ареал на изкуството“ наред със Старата пинакотека, Новата пинакотека, Музея „Брандхорст“, Музея на античните колекции, Глиптотеката, Държавната галерия в дома на Ленбах, както и споделящите обща сграда Музей на египетското изкуство и Висше училище за телевизия и филми.

## Сграда
Проектирана от германския архитект Стефан Браунфелс, Пинакотеката е официално открита през септември 2002 г. след 7 години за строеж. Сградата е на стойност 120 милиона долара и на обща площ от 22 хиляди m² и отнема десетилетие да бъде завършена поради бюрократични спънки, свързани с проекта и цената, които най-накрая биват преодолени с набирането на частно финансиране.
Праволинейната фасада се доминира от сиви и бели бетонни панели, разчупвани от големите прозорци и високи колони. Четирите ъгъла на сградата, които се събират в централна куполообразна ротонда, са посветени на отделна колекция. Музеят е разделен на сектори Изкуство, Архитектура, Дизайн, Графика.

## Колекции
Преди откриването на Пинакотеката на модерното изкуство произведенията от XX век са на съхранение главно в Дома на изкуството (Haus der Kunst) или са представяни понякога на изложби на съвременното изкуство в Къщата на Ленбах.
Понастоящем Пинакотеката обединява в обща сграда няколко колекции: Колекцията на модерното и съвременното изкуства под наблюдението на Баварските държавни колекции, Националната графична колекция, Новата колекция на Националния музей за дизайн и приложни изкуства, както и Колекцията на Музея за архитектура на Мюнхенския технически университет. През 2004 година Фондация „Даннер“ разкрива в сутерена на сградата постоянна изложбена площ за образци от Бижутерната колекция „Даннер“, която съдържа съвременни творби на над 100 световни майстори-златари.